# Austromyrtus tenuifolia
Austromyrtus tenuifolia là một loài thực vật có hoa trong Họ Đào kim nương. Loài này được (Sm.) Burret mô tả khoa học đầu tiên năm 1941.